# Édison Méndez
Édison Vicente Méndez Méndez (n. 16 martie 1979 în Ibarra) este un fost fotbalist ecuadorian care a jucat pe postul de mijlocaș ofensiv pentru Santa Fe din Columbia.

## Titluri
LDU Quito
- Serie A (1): 2005 Apertura
- Copa Sudamericana (1): 2009

PSV
- Eredivisie (2): 2006–07, 2007–08

## Goluri internaționale
Scores and results list Ecuador's goal tally first.
| No  | Dată              | Loc                                                            | Oponent    | Scor | Rezultat | Competiție                        |
| --- | ----------------- | -------------------------------------------------------------- | ---------- | ---- | -------- | --------------------------------- |
| 1.  | 2 iunie 2001      | Estadio Monumental "U", Lima, Peru                             | Peru       | 1–1  | 2–1      | 2002 FIFA World Cup qualification |
| 2.  | 17 iulie 2001     | Estadio Metropolitano Roberto Meléndez, Barranquilla, Columbia | Venezuela  | 3–0  | 4–0      | 2001 Copa América                 |
| 3.  | 13 iunie 2002     | International Stadium Yokohama, Yokohama, Japonia              | Croația    | 1–0  | 1–0      | 2002 FIFA World Cup               |
| 4.  | 15 noiembrie 2003 | Estadio Defensores del Chaco, Asunción, Paraguay               | Paraguay   | 1–1  | 1–2      | 2006 FIFA World Cup qualification |
| 5.  | 10 martie 2004    | Estadio Víctor Manuel Reyna, Tuxtla Gutiérrez, Mexic           | Mexic      | 1–2  | 1–2      | Amical                            |
| 6.  | 10 octombrie 2004 | Estadio Olímpico Atahualpa, Quito, Ecuador                     | Chile      | 2–0  | 2–0      | 2006 FIFA World Cup qualification |
| 7.  | 17 noiembrie 2004 | Estadio Olímpico Atahualpa, Quito, Ecuador                     | Brazilia   | 1–0  | 1–0      | 2006 FIFA World Cup qualification |
| 8.  | 27 martie 2005    | Estadio Olímpico Atahualpa, Quito, Ecuador                     | Paraguay   | 2–2  | 5–2      | 2006 FIFA World Cup qualification |
| 9.  | 27 martie 2005    | Estadio Olímpico Atahualpa, Quito, Ecuador                     | Paraguay   | 3–2  | 5–2      | 2006 FIFA World Cup qualification |
| 10. | 4 mai 2005        | Giants Stadium, East Rutherford, Statele Unite                 | Paraguay   | 1–0  | 1–0      | Amical                            |
| 11. | 1 iulie 2007      | Estadio Monumental de Maturín, Maturín, Venezuela              | Mexic      | 1–2  | 1–2      | 2007 Copa América                 |
| 12. | 21 noiembrie 2007 | Estadio Olímpico Atahualpa, Quito, Ecuador                     | Peru       | 3–0  | 5–1      | 2010 FIFA World Cup qualification |
| 13. | 21 noiembrie 2007 | Estadio Olímpico Atahualpa, Quito, Ecuador                     | Peru       | 5–0  | 5–1      | 2010 FIFA World Cup qualification |
| 14. | 6 septembrie 2008 | Estadio Olímpico Atahualpa, Quito, Ecuador                     | Bolivia    | 2–1  | 3–1      | 2010 FIFA World Cup qualification |
| 15. | 9 septembrie 2009 | Estadio Hernando Siles, La Paz, Bolivia                        | Bolivia    | 1–0  | 3–1      | 2010 FIFA World Cup qualification |
| 16. | 10 august 2011    | Estadio Ricardo Saprissa Aymá, San José, Costa Rica            | Costa Rica | 2–0  | 2–0      | Amical                            |
| 17. | 15 noiembrie 2011 | Estadio Olímpico Atahualpa, Quito, Ecuador                     | Peru       | 1–0  | 2–0      | 2014 FIFA World Cup qualification |
| 18. | 5 martie 2014     | The Den, Londra, Anglia                                        | Australia  | 4–3  | 4–3      | Amical                            |

## Legături externe
- Profilul lui Edison Méndez la FEF Arhivat în 5 octombrie 2009, la Wayback Machine. es